# Adams megye (Indiana)
Adams megye az Amerikai Egyesült Államokban, azon belül Indiana államban található. Megyeszékhelye és legnagyobb városa Decatur. Lakosainak száma 35 809 fő (2020. április 1.).

## Szomszédos megyék
- Allen megye (észak)
- Van Wert megye (északkelet)
- Mercer megye (délkelet)
- Jay megye (dél)
- Wells megye (nyugat)

## Népesség
A megye népességének változása:
| Lakosok száma | 34 430 | 34 345 | 34 381 | 34 614 | 34 980 | 35 809 |
|               | 2010   | 2011   | 2012   | 2013   | 2015   | 2020   |